# Whisky japonés

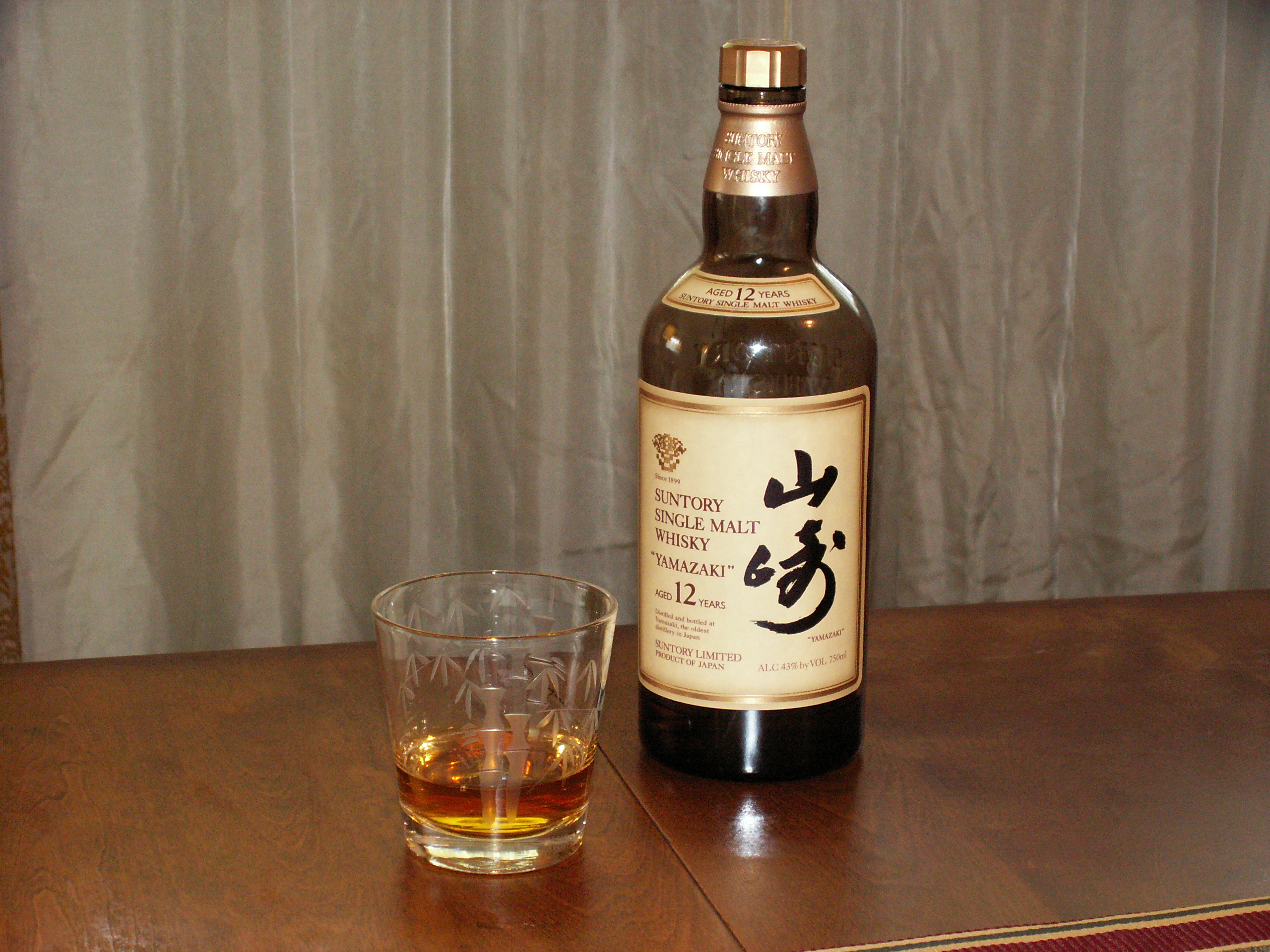
Whisky japonés Yamazaki

El whisky japonés desde hace algunos años ha empezado a crecer en producción y en reputación, lo que en un principio creían que era una imitación del whisky escocés, es hoy un whisky con estilo propio que si bien es cierto es joven, tiene mucho futuro en la industria.

## Historia
La elaboración del whisky japonés empezó a fines del siglo XIX, por el año 1870, pero era realizada de manera artesanal; no es hasta el año 1924 en que se funda la primera destilería japonesa de whisky, Yamazaki (de la empresa Kotobukiya, más tarde nombrada Suntory).
Pero si hablamos de whisky y Japón, no debemos dejar de mencionar a Shinjiro Torii y a Taketsuru Masataka, ambas figuras relevantes del whisky japonés. Torii era un farmacéutico, quien sería el  fundador de Kotobukiya, la que luego se convertiría en la importante firma Suntory, él empezó como importador, centrándose en vinos traídos de Portugal, pero poco a poco se dio cuenta de que no era suficiente, es ahí donde empezó a elaborar un whisky japonés para los japoneses. En el año 1923 funda Yamazaki, hecho que le valió en apelativo del “padre del whisky japonés”.
Torii contrata a Masataka Taketsuru, quien era un experto en la elaboración del whisky escocés, este jugaría un papel importante en Yamazaki, y en la historia del whisky japonés. En el año 1934 deja a Shinjiro Torii, para fundar su propia compañía llamada Dainipponkaju, la que tiempo después se convertiría en la destilería Nikka.
La asociación del whisky japonés al whisky escocés no es mera casualidad, el parecido es innegable guardando distancias claro está. En Japón se suele consumir lo que llaman whisky mezclado, es decir elaborado de la mezcla de distintas maltas, muy similar a los que logran los escoceses con sus whiskys. Esta quizá sea clave del creciente éxito del whisky japonés.
Sobre las diferencias entre el whisky japonés y su referente, el escocés, las principales son:
1. El uso de la turba en el secado de la malta no está tan generalizado en Japón como en Escocia.
2. El filtrado difiere levemente, e incluso hay destilerías en Japón que usan bambú para filtrar el whisky.
3. Las destilerías japonesas elaboran varios single malt cada una, mientras que las escocesas suelen elaborar un único single malt cada una.
4. Las destilerías japonesas se precian de utilizar agua de fuentes más puras, algunas incluso vírgenes.
5. En Japón la mayor parte de la cebada es de origen escocés, mientras que los escoceses usan cebada del resto de Europa.
6. Los destilerías japonesas suelen estar a mayor altitud, lo que permite una temperatura de fermentación de la cebada menor, con mayor extracción de aromas.

En los últimos años la industria japonesa de whisky ha diversificado su oferta de whiskys, desencasillándose de una sola variedad.  Entre las principales marcas de whisky japonés encontramos la ya mencionada Yamazaki (propiedad de Suntory) y Nikka, también están Hakushu (también propiedad de Suntory), Yoichi y Sendai Miyagikyo (ambas propiedad de Nikka), Fuji-Gotemba (propiedad de Kirin, ubicada en el Monte Fuji), Karuizawa, Hanyu, Chichibu, Shinshu y White Oak.

## Las nuevas normas del whisky japonés
La Asociación de Fabricantes de Bebidas Espirituosas y Licores de Japón publicó un nuevo conjunto de directrices de etiquetado para el whisky japonés «con el fin de contribuir a la selección adecuada de productos de whisky por parte de los consumidores en Japón y en el extranjero, y proteger así los intereses de los consumidores, garantizar la competencia leal y mejorar la calidad» y con fecha de entrada en vigor el 1 de abril de 2021.
Nueva reglamentación:
- Las únicas materias primas permitidas en la producción son granos malteados, otros cereales y el agua extraída en Japón.
- La fermentación, destilación y sacarificación deben realizarse en una destilería ubicada en Japón
- Las barricas de madera con una capacidad máxima de 700 litros deben utilizarse para la maduración del producto destilado, y madurarse en Japón durante un mínimo de 3 años
- El embotellado tiene que realizarse en Japón, y el whisky debe tener un alcohol mínimo del 40%
- Se permite añadir coloración de caramelo simple (E150)
- Se prohíbe el uso de nombre propios que recuerden a Japón
- Se prohíbe el uso de nombres de ciudades, regiones, y lugares famosos de Japón